# Tommi Tiilikainen
Tommi Tiilikainen (ur. 2 czerwca 1987 w Porvoo) – fiński siatkarz. Od 2012 roku jest głównym trenerem siatkarskich klubów. 
Pochodzi ze wsi Askola. Jego młodsza o 3 lata siostra Riikka, również była siatkarką.
Grał w siatkówkę na podwórku od 6 roku życia. Jego rodzice byli nauczycielami wychowania fizycznego. Grał w hokeja na lodzie i piłkę nożną, ale siatkówka zawsze była jego celem. Mając 20 lat zaczął mieć problemy z plecami. Szukał rozwiązań u dobrych specjalistów i lekarzy federacji sportowych, ale w pewnym momencie postanowił się poddać i zawiesić swoją karierę siatkarską.

## Sukcesy trenerskie
Liga fińska:
- 2013, 2015, 2016
- 2014

Puchar Finlandii:
- 2014, 2015[14], 2016[15]

Liga niemiecka:
- 2017[16]

Klubowe Mistrzostwa Azji:
- 2017[17]

Liga japońska:
- 2018[18]
- 2021

Puchar KOVO:
- 2022[19]

Liga południowokoreańska:
- 2022[20], 2023[21], 2024[22]
- 2025[23]